# Freda Jackson
Freda Jackson, född 29 december 1907 i Nottingham, död 20 oktober 1990 i Northampton, var en brittisk skådespelare, främst verksam inom teater, men även inom film och tv. Jackson blev berömd för sin roll som den elaka hyresvärden Mrs Voray i pjäsen No Room at the Inn under mitten av 1940-talet. Hon medverkade även i en filmatisering av pjäsen 1948. Jacksons senare roller var främst inom TV, bland annat en roll i Blake 7. Freda Jackson gjorde sin sista filmroll 1981.

## Filmografi
- A Canterbury Tale (1944; A Canterbury Tale)
- Henrik V (1944; Henry V)
- Lysande utsikter (1946; Great Expectations)
- No Room at the Inn (1948; No Room at the Inn)
- Bhowani - stationen i Indien  (1956; Bhowani Junction)
- Bobby Trofast (1961; Greyfriars Bobby)
- Tom Jones (1963; Tom Jones)
- Den stora stöten (1967, The Jokers)
- The Valley of Gwangi (1969, The Valley of Gwangi)
- Gudarnas krig (1981, Clash of the Titans)